# María Isabel Martínez
María Isabel Martínez Martín (Montijo, 28 december 1972) is een Spaans hockeyster.
Martínez werd met de Spaanse ploeg in 1992 in eigen land olympisch kampioen.

## Erelijst
- 1990 – 5e Wereldkampioenschap in Sydney
- 1991 – 6e Champions Trophy Berlijn
- 1992 –  Olympische Spelen in Barcelona
- 1993 – 5e Champions Trophy Amstelveen
- 1995 –  Europees kampioenschap hockey in Amstelveen